# Pseudomiza obliquaria
Pseudomiza obliquaria là một loài bướm đêm trong họ Geometridae.

## Hình ảnh

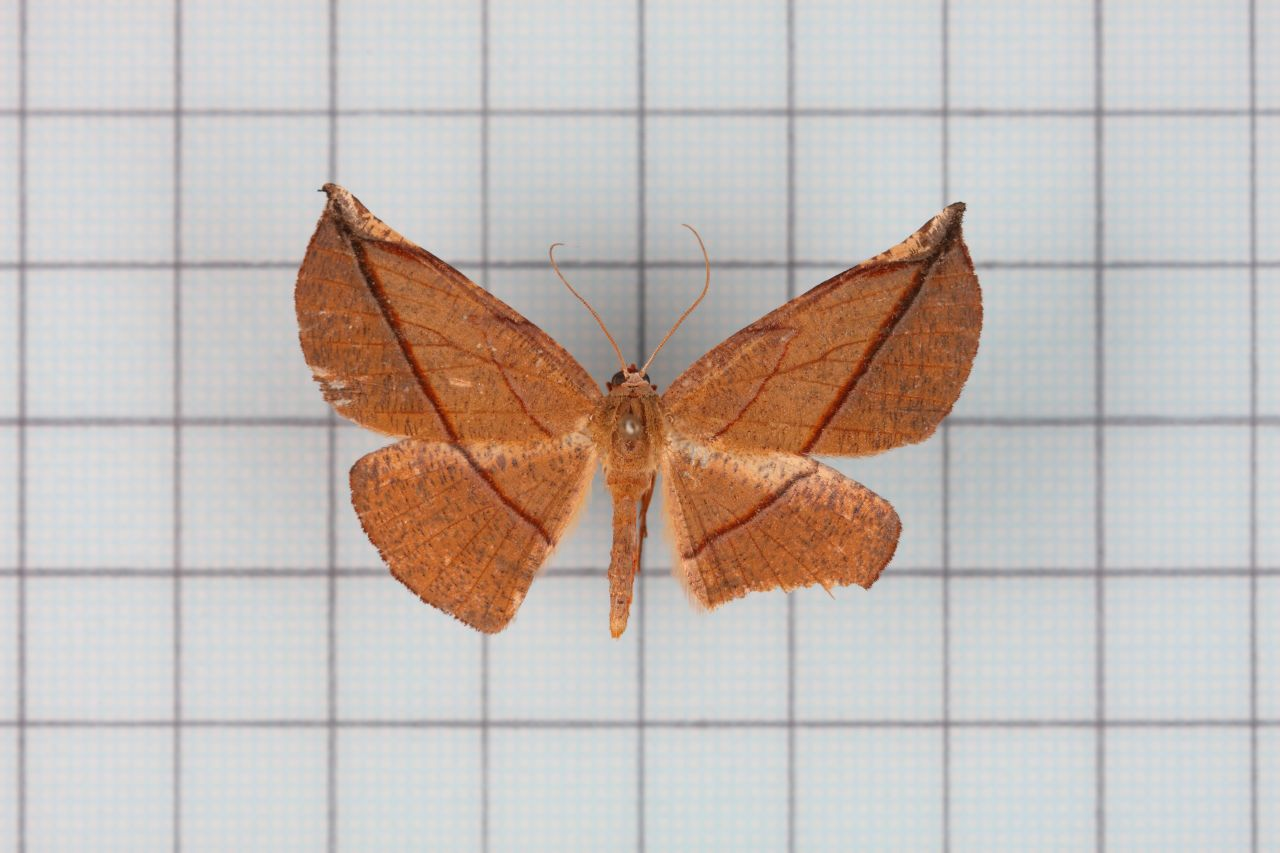